# Bonetogastrura spelicola
Bonetogastrura spelicola is een springstaartensoort uit de familie van de Hypogastruridae. De wetenschappelijke naam van de soort is voor het eerst geldig gepubliceerd in 1964 door Gisin.